# 荨麻叶凤仙花
荨麻叶凤仙花（学名：Impatiens urticifolia）是凤仙花科凤仙花属的植物。分布在尼泊尔、不丹、锡金以及中国大陆的西藏等地，生长于海拔2,300米至3,400米的地区，常生于山坡林下、高山栎及冷杉林下，目前尚未由人工引种栽培。